# Robert Jaszewski
Robert Jaszewski (ur. 30 kwietnia 1960) – polski gitarzysta basowy.

## Kariera muzyczna
Pierwszym profesjonalnym zespołem, w którym grał, był zespół towarzyszący Martynie Jakubowicz. W 1985 roku razem z zespołem Grzegorza Markowskiego Samolot nagrał płytę Kolorowy telewizor. W 1986 roku dołączył do zespołu Oddział Zamknięty. W 1989 roku na zaproszenie Jana Borysewicza, Janusza Panasewicza i Jarosława Szlagowskiego wziął udział w trasie koncertowej zespołu Lady Pank po ZSRR. W tym samym roku razem z Edmundem Stasiakiem zakłada zespół Emigranci, który występuje do 1998 roku. Z zespołem Emigranci występuje ponownie od reaktywacji w 2003 roku.
Występował z następującymi wykonawcami:
- 1979-1982 – Moment
- 1982-1984 – Sekcja Z
- 1984-1988 – Martyna Jakubowicz
- 1985-1986 – Samolot
- 1986-1988 – Oddział Zamknięty
- 1989 – Lady Pank
- 1989-1998, od 2003 – Emigranci
- 2006 – Ramona Rey
- 2006 – Aya RL